# توان دو

نمایش توان‌های دو از ۱ تا ۱۰۲۴ (۲^{۰} تا ۲^{۱۰})

یک توان دو عددی است که به شکل ۲n می‌تواند نوشته شود که n یک عدد صحیح است. این بدین معنی است که اعدادی توان دو محسوب می‌شوند که نتیجه یک توان باشند که پایه آن عدد ۲ باشد.
ده عدد اول توان دو بدین قرار هستند:
۱, ۲, ۴, ۸, ۱۶ (عدد), ۳۲ (عدد), ۶۴ (عدد), ۱۲۸ (عدد), ۲۵۶ (عدد), ۵۱۲, ... (دنباله A000079 در OEIS)
باتوجه به اینکه کامپیوتر از بیت (صفر و یک) تشکیل شده  و محاسبات در کامپیوتر با ارقام دودویی انجام می‌شود. این موضوع باعث می‌شود که توان‌های دو در علوم کامپیوتر کاربردهای زیادی داشته باشند.